# نارو (أسطورة)
نارو (بالإنجليزية: Ngaro)‏ هو طعام الموتى في الأسطورة البولينيزية.